# بنتلي بنتايجا
بنتلي بنتايجا هي سيارة فاخرة من إنتاج شركة بنتلي البريطانية. تم الكشف عنها في 2015 وبدأ إنتاج السيارة في 2016.